# Lucija Mlinar
Lucija Mlinar, född 6 maj 1995, är en kroatisk volleybollspelare (vänsterspiker).
Mlinar spelade med Kroatiens landslag och deltog i EM 2017, 2019, 2021 och 2023 samt VM 2022. Hon har spelat med klubbar i Kroatien, Schweiz, Belgien, Tyskland, Italien och Turkiet. 
Mlinar avslutade sin spelarkarriär efter säsongen 2023/2024.